# Премії НАН України імені видатних учених України — лауреати 2020 року
Премії НАН України імені видатних учених України — лауреати 2020 року.
Згідно з постановою Президії НАН України від 3 лютого 2021 року № 36 за підсумками конкурсу 2020 р., проведеного відділеннями Національної академії наук України лауреатами премій стали:
| Премія                                         | Премійовані роботи | Лауреати                              | Коротко про лауреата |
| ---------------------------------------------- | --- | ------------------------------------- | --- |
| Премія НАН України імені М. В. Остроградського | за цикл праць «Математичні проблеми нелінійної динаміки рідини в резервуарі»                                                                       | Луковський Іван Олександрович         | академік НАН України, головний науковий співробітник Інституту математики НАН України                                                              |
| Премія НАН України імені М. В. Остроградського | за цикл праць «Математичні проблеми нелінійної динаміки рідини в резервуарі»                                                                       | Тимоха Олександр Миколайович          | член-кореспондент НАН України, завідувач відділу Інституту математики НАН України                                                                  |
| Премія НАН України імені М. М. Боголюбова      | за цикл праць «Аналітичні та алгебраїчні методи в задачах математичної фізики»                                                                     | Литвиненко Леонід Миколайович         | академік НАН України, радник при дирекції Радіоастрономічного інституту НАН України                                                                |
| Премія НАН України імені М. М. Боголюбова      | за цикл праць «Аналітичні та алгебраїчні методи в задачах математичної фізики»                                                                     | Михайлець Володимир Андрійович        | доктор фізико-математичних наук, завідувач лабораторії Інституту математики НАН України                                                            |
| Премія НАН України імені М. М. Боголюбова      | за цикл праць «Аналітичні та алгебраїчні методи в задачах математичної фізики»                                                                     | Нікітін Анатолій Глібович             | член-кореспондент НАН України, завідувач відділу Інституту математики НАН України                                                                  |
| Премія НАН України імені В. С. Михалєвича      | за цикл робіт «Математичні методи та інформаційні технології в задачах прийняття рішень та керування»                                              | Чикрій Аркадій Олексійович            | академік НАН України, завідувач відділу Інституту кібернетики ім. В. М. Глушкова НАН України                                                       |
| Премія НАН України імені В. С. Михалєвича      | за цикл робіт «Математичні методи та інформаційні технології в задачах прийняття рішень та керування»                                              | Провотар Олександр Іванович           | доктор фізико-математичних наук, завідувач кафедри Київського національного університету іменіТараса Шевченка                                      |
| Премія НАН України імені В. С. Михалєвича      | за цикл робіт «Математичні методи та інформаційні технології в задачах прийняття рішень та керування»                                              | Кнопов Павло Соломонович              | член-кореспондент НАН України, завідувач відділу Інституту кібернетики ім. В. М. Глушкова НАН України                                              |
| Премія НАН України імені С. П. Тимошенка       | за працю «Динамічні процеси в пружних і гідропружних системах»                                                                                     | Кубенко Веніамін Дмитрович            | академік НАН України, завідувач відділу Інституту механіки ім. С. П. Тимошенка НАН України                                                         |
| Премія НАН України імені С. П. Тимошенка       | за працю «Динамічні процеси в пружних і гідропружних системах»                                                                                     | Янчевський Ігор Владиславович         | доктор фізико-математичних наук, професор Національного технічного університету України «Київський політехнічний інститут імені Ігоря Сікорського» |
| Премія НАН України імені В. Є. Лашкарьова      | за створення та вивчення властивостей тонкоплівкових фотовольтаїчних напівпровідникових матеріалів на основі четверних халькогенідів               | Валах Михайло Якович                  | член-кореспондент НАН України, головний науковий співробітник Інституту фізики напівпровідників ім. В. Є. Лашкарьова НАН України                   |
| Премія НАН України імені В. Є. Лашкарьова      | за створення та вивчення властивостей тонкоплівкових фотовольтаїчних напівпровідникових матеріалів на основі четверних халькогенідів               | Джаган Володимир Миколайович          | доктор фізико-математичних наук, провідний науковий співробітник Інституту фізики напівпровідників ім. В. Є. Лашкарьова НАН України                |
| Премія НАН України імені В. Є. Лашкарьова      | за створення та вивчення властивостей тонкоплівкових фотовольтаїчних напівпровідникових матеріалів на основі четверних халькогенідів               | Юхимчук Володимир Олександрович       | доктор фізико-математичних наук, завідувач відділу Інституту фізики напівпровідників ім. В. Є. Лашкарьова НАН України                              |
| Премія НАН України імені А. Ф. Прихотько       | за розробку нових лазерних методик і функціональних матеріалів для фемтосекундної оптики                                                           | Блонський Іван Васильович             | член-кореспондент НАН України, завідувач відділу Інституту фізики НАН України                                                                      |
| Премія НАН України імені А. Ф. Прихотько       | за розробку нових лазерних методик і функціональних матеріалів для фемтосекундної оптики                                                           | Бондар Михайло Віталійович            | член-кореспондент НАН України, директор Інституту фізики НАН України                                                                               |
| Премія НАН України імені А. Ф. Прихотько       | за розробку нових лазерних методик і функціональних матеріалів для фемтосекундної оптики                                                           | Кадан Віктор Миколайович              | доктор фізико-математичних наук, провідний науковий співробітник Інституту фізики НАН України                                                      |
| Премія НАН України імені І. П. Пулюя           | за реалізацію керованого впливу акустичного поля на процеси перебудови і генерації світла поверхнево-бар'єрними структурами                        | Оліх Ярослав Михайлович               | доктор фізико-математичних наук, провідний науковий співробітник Інституту фізики напівпровідників ім. В. Є. Лашкарьова НАН України                |
| Премія НАН України імені І. П. Пулюя           | за реалізацію керованого впливу акустичного поля на процеси перебудови і генерації світла поверхнево-бар'єрними структурами                        | Оліх Олег Ярославович                 | доктор фізико-математичних наук, доцент Київського національного університету імені Тараса Шевченка                                                |
| Премія НАН України імені Є. П. Федорова        | за створення системи реєстрації особливостей електромагнітного випромінювання, розсіяного планетами Сонячної системи                               | Длугач Жанна Михайлівна               | доктор фізико-математичних наук, провідний науковий співробітник Головної астрономічної обсерваторії НАН України                                   |
| Премія НАН України імені Є. П. Федорова        | за створення системи реєстрації особливостей електромагнітного випромінювання, розсіяного планетами Сонячної системи                               | Міліневський Геннадій Петрович        | доктор фізико-математичних наук, головний науковий співробітник Київського національного університету імені Тараса Шевченка;                       |
| Премія НАН України імені Є. П. Федорова        | за створення системи реєстрації особливостей електромагнітного випромінювання, розсіяного планетами Сонячної системи                               | Синявський Іван Іванович              | кандидат технічних наук, завідувач відділу Головної астрономічної обсерваторії НАН України                                                         |
| Премія НАН України імені С. І. Субботіна       | за монографію «Геопросторові дослідження і практика планування: Україна на тлі світових трендів»                                                   | Маруняк Євгенія Олександрівна         | доктор географічних наук, директор Інституту географії НАН України                                                                                 |
| Премія НАН України імені І. М. Францевича      | за цикл праць «Прогресивні методи іскро-плазмового спікання наноструктурної кераміки і нанокомпозитів»                                             | Бородянська Ганна Юліївна             | доктор технічних наук, завідувач лабораторії Інституту проблем матеріалознавства ім. І. М. Францевича НАН України                                  |
| Премія НАН України імені І. М. Францевича      | за цикл праць «Прогресивні методи іскро-плазмового спікання наноструктурної кераміки і нанокомпозитів»                                             | Згалат-Лозинський Остап Броніславович | доктор технічних наук, завідувач відділу Інституту проблем матеріалознавства ім. І. М. Францевича НАН України;                                     |
| Премія НАН України імені І. М. Францевича      | за цикл праць «Прогресивні методи іскро-плазмового спікання наноструктурної кераміки і нанокомпозитів»                                             | Рагуля Андрій Володимирович           | член-кореспондент НАН України, заступник директора Інституту проблем матеріалознавства ім. І. М. Францевича НАН України                            |
| Премія НАН України імені І. К. Походні         | за цикл праць «Матеріали, технологія та обладнання для підводного зварювання»                                                                      | Максимов Сергій Юрійович              | доктор технічних наук, завідувач відділу Інституту електрозварювання ім. Є. О. Патона НАН України                                                  |
| Премія НАН України імені І. К. Походні         | за цикл праць «Матеріали, технологія та обладнання для підводного зварювання»                                                                      | Прилипко Олена Олександрівна          | кандидат технічних наук, старший науковий співробітник Інституту електрозварювання ім. Є. О. Патона НАН України                                    |
| Премія НАН України імені І. К. Походні         | за цикл праць «Матеріали, технологія та обладнання для підводного зварювання»                                                                      | Кражановський Денис Миколайович       | молодший науковий співробітник Інституту електрозварювання ім. Є. О. Патона НАН України                                                            |
| Премія НАН України імені З. І. Некрасова       | за цикл праць "Розвиток ресурсозберігаючих технологічних рішень для безперервного розливання металу на ділянці «проміжний ківш–кристалізатор МБЛЗ» | Смірнов Олексій Миколайович           | доктор технічних наук, завідувач відділу Фізико-технологічного інституту металів та сплавів НАН України                                            |
| Премія НАН України імені З. І. Некрасова       | за цикл праць "Розвиток ресурсозберігаючих технологічних рішень для безперервного розливання металу на ділянці «проміжний ківш–кристалізатор МБЛЗ» | Верзілов Олексій Павлович             | кандидат технічних наук, докторант Фізико-технологічного інституту металів та сплавів НАН України                                                  |
| Премія НАН України імені В. І. Толубинського   | за серію праць: «Методи та засоби моніторингу теплофізичних процесів»                                                                              | Бабак Віталій Павлович                | член-кореспондент НАН України, заступник директора Інституту технічної теплофізики НАН України                                                     |
| Премія НАН України імені В. І. Толубинського   | за серію праць: «Методи та засоби моніторингу теплофізичних процесів»                                                                              | Ковтун Світлана Іванівна              | доктор технічних наук, старший науковий співробітник Інституту технічної теплофізики НАН України                                                   |
| Премія НАН України імені В. І. Толубинського   | за серію праць: «Методи та засоби моніторингу теплофізичних процесів»                                                                              | Декуша Олег Леонідович                | кандидат технічних наук, старший науковий співробітник Інституту технічної теплофізики НАН України                                                 |
| Премія НАН України імені Д. В. Волкова         | за цикл робіт «Теоретичні передбачення явищ з фізики високих енергій та їх експериментальні дослідження в релятивістських зіткненнях ядер»         | Бугаєв Кирило Олексійович             | доктор фізико-математичних наук, провідний науковий співробітник Інституту теоретичної фізики ім. М. М. Боголюбова НАН України                     |
| Премія НАН України імені Д. В. Волкова         | за цикл робіт «Теоретичні передбачення явищ з фізики високих енергій та їх експериментальні дослідження в релятивістських зіткненнях ядер»         | Пугач Валерій Михайлович              | член-кореспондент НАН України, завідувач відділу Інституту ядерних досліджень НАН України                                                          |
| Премія НАН України імені Л. В. Писаржевського  | за цикл праць «Електродні матеріали та електроліти для пристроїв електрохімічної енергетики»                                                       | Кириллов Святослав Олександрович      | доктор хімічних наук, директор Міжвідомчого відділення електрохімічної енергетики НАН України                                                      |
| Премія НАН України імені Л. В. Писаржевського  | за цикл праць «Електродні матеріали та електроліти для пристроїв електрохімічної енергетики»                                                       | Потапенко Ганна Валентинівна          | кандидат хімічних наук, старший науковий співробітник Міжвідомчого відділення електрохімічної енергетики НАН України                               |
| Премія НАН України імені Л. В. Писаржевського  | за цикл праць «Електродні матеріали та електроліти для пристроїв електрохімічної енергетики»                                                       | Горобець Маргарита Ігорівна           | кандидат хімічних наук, старший науковий співробітник Міжвідомчого відділення електрохімічної енергетики НАН України                               |
| Премія НАН України імені Р. Є. Кавецького      | за працю «Радіогенний рак: епідеміологія та первинна профілактика»                                                                                 | Дьоміна Емілія Анатоліївна            | доктор біологічних наук, завідувач відділу Інституту експериментальної патології, онкології і радіобіології ім. Р. Є. Кавецького НАН України       |
| Премія НАН України імені І. І. Мечникова       | за серію праць «Вірусологічні аспекти актуальних інфекційта питання імунопрофілактики»                                                             | Задорожна Вікторія Іванівна           | член-кореспондент НАМН України, директор Державної установи «Інститут епідеміології та інфекційних хвороб ім. Л. В. Громашевського НАМН України»   |
| Премія НАН України імені М. Д. Стражеска       | за працю «Тромбоемболія легеневої артерії: діагностика та хірургічне лікування»                                                                    | Тодуров Борис Михайлович              | член-кореспондент НАМН України, генеральний директор Державної установи «Інститут серця Міністерства охорони здоров'я України»                     |
| Премія НАН України імені М. Д. Стражеска       | за працю «Тромбоемболія легеневої артерії: діагностика та хірургічне лікування»                                                                    | Демянчук Віталій Богданович           | кандидат медичних наук, заступник генерального директора Державної установи «Інститут серця Міністерства охорони здоров'я України»                 |
| Премія НАН України імені М. Д. Стражеска       | за працю «Тромбоемболія легеневої артерії: діагностика та хірургічне лікування»                                                                    | Глагола Мирослав Дмитрович            | кандидат медичних наук, завідувач відділення Державної установи «Інститут серця Міністерства охорони здоров'я України»                             |
| Премія НАН України імені В. Ю. Чаговця         | за цикл праць «Механізми впливу норадреналіну на електричну активність нейронів ганглія трійчастого нерва»                                         | Веселовський Микола Сергійович        | академік НАН України, заступник директора Інституту фізіології ім. О. О. Богомольця НАН України                                                    |
| Премія НАН України імені В. Ю. Чаговця         | за цикл праць «Механізми впливу норадреналіну на електричну активність нейронів ганглія трійчастого нерва»                                         | Федулова Світлана Анатоліївна         | доктор біологічних наук, завідувач лабораторії Інституту фізіології ім. О. О. Богомольця НАН України                                               |
| Премія НАН України імені В. Ю. Чаговця         | за цикл праць «Механізми впливу норадреналіну на електричну активність нейронів ганглія трійчастого нерва»                                         | Тельця Марія Василівна                | молодший науковий співробітник Інституту фізіології ім. О. О. Богомольця НАН України                                                               |
| Премія НАН України імені Л. П. Симиренка       | за серію праць «Теоретичні засади створення нових та унікальних сортів яблуні Malus domestica Borkh. Із залученням методів синтетичної селекції»   | Гончаровська Інна Валеріївна          | кандидат біологічних наук, науковий співробітник Національного ботанічного саду ім. М. М. Гришка НАН України                                       |
| Премія НАН України імені Л. П. Симиренка       | за серію праць «Теоретичні засади створення нових та унікальних сортів яблуні Malus domestica Borkh. Із залученням методів синтетичної селекції»   | Кузнецов Володимир Вікторович         | головний інженер Національного ботанічного саду ім. М. М. Гришка НАН України                                                                       |
| Премія НАН України імені М. В. Птухи           | за серію праць з дослідження довготривалої демографічної динаміки України                                                                          | Гладун Олександр Миколайович          | член-кореспондент НАН України, заступник директора Інституту демографії та соціальних досліджень ім. М. В. Птухи НАН України                       |
| Премія НАН України імені М. В. Птухи           | за серію праць з дослідження довготривалої демографічної динаміки України                                                                          | Левчук Наталія Михайлівна             | доктор економічних наук, головний науковий співробітник Інституту демографії та соціальних досліджень ім. М. В. Птухи НАН України                  |
| Премія НАН України імені М. В. Птухи           | за серію праць з дослідження довготривалої демографічної динаміки України                                                                          | Рудницький Омелян Павлович            | науковий співробітник Інституту демографії та соціальних досліджень ім. М. В. Птухи НАН України                                                    |
| Премія НАН України імені М. С. Грушевського    | за цикл праць «Михайло Грушевський — вчений і політик: історичний портрет на тлі доби»                                                             | Гирич Ігор Борисович                  | доктор історичних наук, завідувач відділу Інституту української археографії та джерелознавства ім. М. С. ГрушевськогоНАН України                   |
| Премія НАН України імені М. С. Грушевського    | за цикл праць «Михайло Грушевський — вчений і політик: історичний портрет на тлі доби»                                                             | Пиріг Руслан Якович                   | доктор історичних наук, головний науковий співробітник Інституту історії України НАН України                                                       |
| Премія НАН України імені М. С. Грушевського    | за цикл праць «Михайло Грушевський — вчений і політик: історичний портрет на тлі доби»                                                             | Тельвак Віталій Васильович            | доктор історичних наук, професор Дрогобицького державного педагогічного університету імені Івана Франка                                            |
| Премія НАН України імені Д. І. Чижевського     | за монографію «Постать Дмитра Чижевського в українській філософській культурі»                                                                     | Погорілий Андрій Олександрович        | кандидат філософських наук, доцент Київського національного університету імені Тараса Шевченка                                                     |
| Премія НАН України імені Ф. М. Колесси         | за працю «Драматичне буття людини в український фольклорі: концептуальні форми вираження (період Першої та Другої світових воєн)»                  | Кузьменко Оксана Мирославівна         | доктор філологічних наук, старший науковий співробітник Інституту народознавства НАН України                                                       |